# セビリアのラビット理髪師
セビリアのラビット理髪師（Rabbit of Seville）は、1950年12月16日に公開されたアメリカの映画会社のワーナー・ブラザースの短編アニメシリーズ「ルーニー・テューンズ」の作品であり、The 50 Greatest Cartoonsに12番として選定されている作品である。監督をチャック・ジョーンズ、脚本をマイケル・マルチーズが担当。主演はバッグス・バニーとエルマー・ファッド。

## ストーリー
ここは円形劇場、観客たちはセビリアの理髪師の開幕を心待ちにしていた。ところがある日、劇場の遠くから銃声が聞こえた。なんと1匹のウサギ バッグス・バニーが、ハンターのエルマーに追いかけられていた。バッグスはすぐ劇場に隠れ、エルマーがバッグスを追っている最中に、幕を上げた。バッグスは美容師になり、エルマーを綺麗にし、ドタバタになり、エルマーと結婚し、バッグスがエルマーを持ち上げ、フィガロの結婚と書かれたケーキに突き落とす。

## キャスト
| キャラクター       | オリジナル版   | ブンブンランド版 | 現行吹き替え版 |
| ------------------ | -------------- | ---------------- | -------------- |
| バッグス・バニー   | メル・ブランク | 富山敬           | 山口勝平       |
| エルマー・ファッド | メル・ブランク | 兼本新吾         | チョー         |
| ナレーション       | -              | 土井美加         | 梅津秀行       |

## 備考
- セビリアの理髪師の看板には3つの名前があり、いずれもワーナー・ブラザースのスタッフの名前をイタリア語にしたものである[4]。
- バッグス・バニー・ショーでは、冒頭の『今夜のサマー・オペラ』のシーンからバッグスが劇場に入るシーンまでがカットされており、代わりにエルマーが劇場の隣にある看板を見ているシーンが入っている[5]。

## 映像ソフト化
- ルーニー・テューンズ・コレクション バッグス・バニー特別版